# 水彩紙
水彩紙是一種專門用來畫水彩的紙。它的特性是吸水性比一般紙高，磅數較厚，紙面的纖維也較強壯，不易因重複塗抹而破裂、起毛球。
水彩紙有相當多種，便宜的吸水性較差，昂貴的能保存色澤相當久。依纖維來分的話，水彩紙有棉漿和木漿兩種基本纖維。依表面來分的話，則有粗紋、中紋冷壓、細紋熱壓的分別。依製造來分，又分為手工紙（最為昂貴）和機器製造紙。依照紙張重量來分，一般有90、140或300磅的重量。這三者都會影響到水彩紙張的價格。
如要畫細緻的主題，一般會選用木漿的厚紙。這種水彩紙也往往是精密水彩插畫的用紙。此外，如果要表達淋漓流動的主題，要用到水彩技法中的重疊法時，一般會選用棉質紙，因為棉吸水快，乾得也快，唯一缺點是時間久了會褪色。
知名的水彩紙製造商來自日本、英國、法國與義大利。
下列為水彩畫家常用水彩紙：
- 泉(IZUMI)：250磅，日本獨自技術開發的無酸紙，吸水性佳，也適用於版畫用紙。
- 阿奇斯(Arches)：185磅、300磅、640磅，最適合渲染技法。
- 山度士(Saunders)：185磅、300磅、640磅，與Arches類似，適合渲染技法。
- 瓜羅(Guarro)：瓜羅細紋紙、中等紋理和粗紋紙
- 墨爾拉·委拉斯蓋茲(Melrat Velazquez)：250克手工製造
- 費里克斯·斯科勒·帕盧(Felix Schoeller Parole)硬紙板。
- 卡森(Canson)（法國）：適合插畫，畫插畫效果佳。
- 楓丹、楓葉Fontenay（法國）畫插畫佳。
- Montval（俗稱的法國水彩紙）：淡彩效果好。

1. ↑  .   [2022-10-27]. （原始内容存档于2022-10-27）.